# Космос-2149
Космос-2149 је један од преко 2400 совјетских вештачких сателита лансираних у оквиру програма Космос.
Космос-2149 је лансиран са космодрома Плесецк, СССР, 24. маја 1991. Ракета-носач Сојуз је поставила сателит у орбиту око планете Земље. Маса сателита при лансирању је износила 6600 килограма. Космос-2149 је био осматрачки сателит.